# Escuela Primaria N°1 "Francisco Berra"
La Escuela Primaria N.°1 «Francisco Berra» es la primera escuela de la ciudad de La Plata. Fue fundada el 3 de mayo de 1883, seis meses después de la fundación de la ciudad.Jugó un papel educativo crucial para la ciudad durante los primeros años de la implementación de la ley 1420.

## Historia
En sus inicios funcionó en la Calle diagonal 77 entre 4 y 5 de la ciudad de La Plata, emplazamiento que luego ocuparía el Liceo Víctor Mercante. Su apertura ofrecía educación primaria para niños varones de primero y segundo grado y se inscribieron 83 alumnos. El nombre le fue dado en honor al director general de Escuelas de la provincia de Buenos Aires de 1894, el pedagogo Francisco Antonio Berra. Luego de una serie de mudanzas en diferentes edificios, se instaló en la Calle 8 entre las calles 57 y 58, una ubicación céntrica dentro del casco urbano fundacional de la ciudad, donde funciona actualmente.Este tejido fundacional, denominado «casco urbano»,  fue catalogado como Bien de Interés Histórico Nacional en el año 1999.
El edificio se planificó y construyó especialmente para funcionar como institución educativa. Los planos fueron desarrollados por el arquitecto de origen alemán Carlos Altgelt. Su primera directora fue la pedagoga Leonor Pelanda Dante.

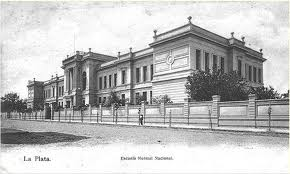
El edificio original de la Escuela Normal 1 hacia 1900, antes de su mudanza a la localización actual.

En la actualidad sigue funcionando la escuela primaria y comparte el edificio con el Colegio secundario Normal N°3, inaugurado en 1912 como Escuela Normal Popular, dependiente del Gobierno de la provincia de Buenos Aires. 

### Visita de Sarmiento
El 25 de junio de 1883 la escuela fue visitada por Domingo Faustino Sarmiento.